# Lloyd Bridges

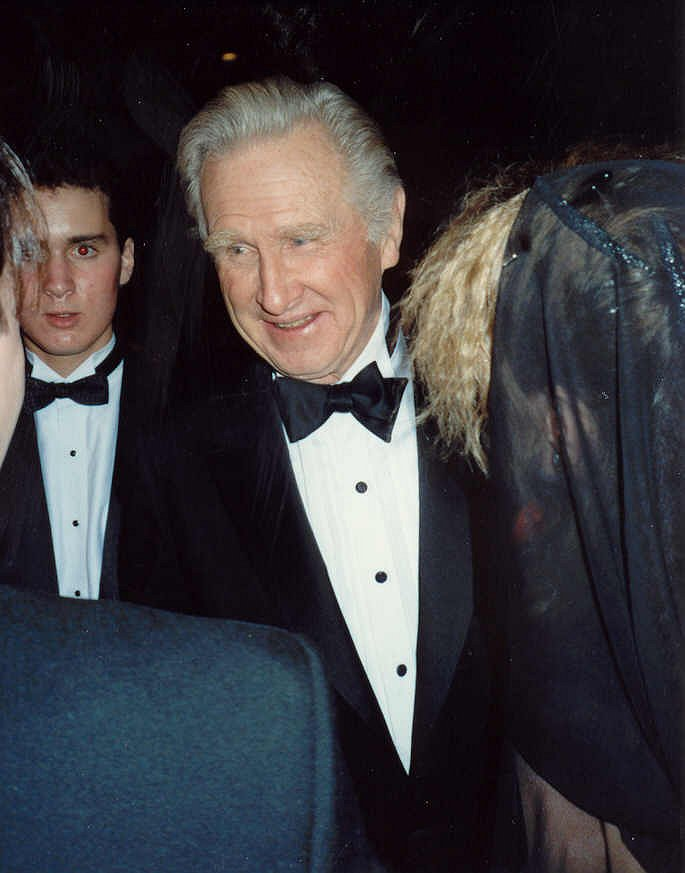
Lloyd Bridges, 1989

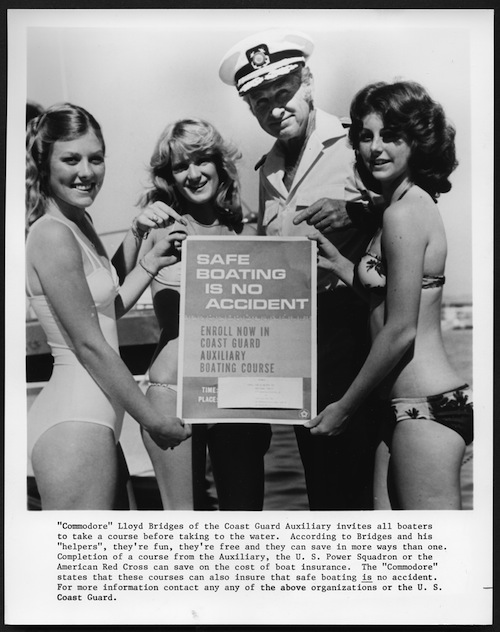
Commodore Lloyd Bridges auf einem Plakat für die United States Coast Guard

Lloyd Vernet Bridges, Jr. (* 15. Januar 1913 in San Leandro, Kalifornien; † 10. März 1998 in Los Angeles, Kalifornien) war ein US-amerikanischer Schauspieler.

## Leben
Lloyd Bridges’ Wunsch, Schauspieler zu werden, entstand bereits während seiner Schulzeit, als ihn seine zukünftige Ehefrau in eine Laienschauspielgruppe einführte. Obwohl sein Vater sich wünschte, der Sohn solle Jura studieren und Rechtsanwalt werden, verfolgte Lloyd Bridges das Ziel einer Schauspielkarriere. Bereits 1936 spielte der junge, gutaussehende Kalifornier in den ersten Filmen, allerdings ohne zunächst größeres Aufsehen zu erregen. Sein Broadway-Debüt hatte er gegen Ende der Dekade in einer Produktion von Othello.
1941 kehrte Bridges durch einen Studiovertrag bei Columbia Pictures nach Hollywood zurück und nahm dort zunächst verschiedene kleine Rollen entgegen, konnte sich aber im Verlaufe des Jahrzehnts als bekannter Name etablieren. In seinen Hollywood-Filmen ab Mitte der 1940er-Jahre spielte Lloyd Bridges zwar zumeist profilierte Nebenrollen oder (in B-Filmen) gar Hauptrollen, konnte sich jedoch nie als einer der Top-Filmstars durchsetzen. Sein bekanntester Film aus dieser Zeit ist der Westernklassiker Zwölf Uhr mittags (1952), in dem er die Rolle des impulsiven und kindischen Deputy Marshal Harvey Pell neben Grace Kelly und Gary Cooper übernahm. 1950 spielte er die Hauptfigur in dem Science-Fiction-Film Rakete Mond startet, weitere Hauptrollen folgten vor allem in B-Western. Allerdings litt Bridges Karriere während der McCarthy-Ära ab 1953 darunter, dass er in jungen Jahren zeitweise dem Kommunismus zugeneigt war und das offen zugegeben hatte. Bridges wurde durch das FBI jedoch wieder von dem Vorwurf, ein Kommunist zu sein, freigesprochen und später von der Liste genommen.
Erst der Durchbruch des Fernsehens brachte Bridges erhöhte Popularität: Die Fernsehserie Abenteuer unter Wasser, in der Bridges den Taucher Mike Nelson spielte, war zwischen 1958 und 1961 eine der beliebtesten Serien im US-amerikanischen und später im deutschen Fernsehen. Nach dem Erfolg in dieser Serie spielte Bridges fast ausschließlich in Fernsehproduktionen, so zum Beispiel in der Westernserie The Loner, der preisgekrönten Miniserie Roots oder der Science-Fiction-Serie Kampfstern Galactica. Ein Zusammenschnitt verschiedener Folgen von letzterer Serie kam in Europa auch unter dem Namen Mission Galactica – Angriff der Zylonen (Mission Galactica: The Cylon Attack) (1978) in die Kinos, hier spielte Bridges den Commander Cain des Kampfsternes Pegasus. In einer frühen Planungsphase für die Serie Raumschiff Enterprise (Star Trek), die ab 1966 im amerikanischen Fernsehen laufen sollte, war er für die Hauptrolle des Captains vorgesehen. Jedoch kam ein Engagement nicht zustande. Im Fernsehfilm Abenteuer im Weltraum von Andrew V. McLaglen spielt er die Hauptrolle des Charlie Englehardt.
Erst nach Das Geheimnis der eisernen Maske (The Fifth Musketeer) (1979), in dem Bridges als Aramis auftrat, kehrte er wieder verstärkt auf die Kinoleinwand zurück. In seinem Alterswerk erwies sich Bridges vor allem als talentierter Komödienschauspieler mit einem guten Timing. In Jim Abrahams’ Komödie Die unglaubliche Reise in einem verrückten Flugzeug (1980) und in dessen Nachfolger Die unglaubliche Reise in einem verrückten Raumschiff  (1982) spielte er zweimal den erfahrenen, kettenrauchenden Fluglotsen Steve McCroskey. In der Serie Fackeln im Sturm verkörperte er in den 1980er Jahren den Konföderierten-Präsidenten Jefferson Davis. Einem jüngeren Publikum dürfte Bridges auch bekannt sein in der Rolle des Admiral Thomas „Tug“ Benson aus der sehr erfolgreichen Comedy-Filmserie Hot Shots! – Die Mutter aller Filme (1991), ebenfalls unter der Regie von Jim Abrahams. In Hot Shots! Der zweite Versuch (1993) stieg er mit der gleichen Figur sogar zum Präsidenten auf.
Bridges arbeitete bis zuletzt als Schauspieler, er starb im März 1998 nur wenige Wochen nach Drehschluss von Mafia! – Eine Nudel macht noch keine Spaghetti!, einem seiner letzten Filme. Insgesamt umfasst sein Schaffen als Schauspieler mehr als 200 Film- und Fernsehproduktionen in einem Zeitraum von über 60 Jahren.

## Familie
Lloyd Bridges war das Oberhaupt einer bekannten Schauspielerfamilie der USA. 1938 heiratete er seine Schulliebe Dorothy Dean Simpson († Februar 2009), die Ehe hielt bis zu seinem Tod. Mit Dorothy hatte er zwei Söhne und eine Tochter. Beau Bridges und Jeff Bridges wurden ebenfalls Schauspieler.

## Filmografie (Auswahl)
- 1936: Freshman Love
- 1941: The Lone Wolf Takes a Chance
- 1941: Urlaub vom Himmel (Here Comes Mr. Jordan)
- 1941: Du gehörst zu mir (You Belong To Me)
- 1942: Blondie Goes to College
- 1942: Zeuge der Anklage (The Talk of the Town)
- 1942: Atlantic Convoy
- 1942: Commandos Strike at Dawn
- 1943: Sahara
- 1944: Pinky und Curly (Once Upon a Time)
- 1945: Landung in Salerno (A Walk in the Sun)
- 1946: Feuer am Horizont (Canyon Passage)
- 1946: Banditen ohne Maske (Abilene Town)
- 1947: Die Farm der Gehetzten (Ramrod)
- 1947: Die Unbesiegten (Unconquered)
- 1948: Erbe des Henkers (Moonrise)
- 1949: Home of the Brave
- 1949: Die Menschenfalle (Trapped)
- 1949: Rebellen der Steppe (Calamity Jane and Sam Bass)
- 1949: Die rote Schlucht (Red Canyon)
- 1950: Aufruhr in Santa Sierra (The Sound of Fury)
- 1950: Das Geheimnis der schwarzen Bande (Colt.45)
- 1950: Rakete Mond startet (Rocketship X-M)
- 1950: Hölle am weißen Turm (The White Tower)
- 1951: Tödliche Pfeile (Little Big Horn)
- 1952: Schiff ohne Heimat (Plymouth Adventure)
- 1952: Zwölf Uhr mittags (High Noon)
- 1953: Dürstende Lippen (Last of the Comanches)
- 1953: Wer ist Kendall Brown? (The Limping Man)
- 1953: Die Geier von Carson City (City of Bad Men)
- 1955: Heiße Colts und schnelle Pferde (Apache Woman)
- 1957: Blinder Haß (Ride Out for Revenge)
- 1958: Die Göttin (The Goddess)
- 1955: Wichita
- 1956: Der Regenmacher (The Rainmaker)
- 1958–1961 Abenteuer unter Wasser (Sea Hunt; Fernsehserie, 155 Folgen)
- 1962–1963: The Lloyd Bridges Show (Fernsehserie, 29 Folgen)
- 1965–1966: The Loner (Fernsehserie, 26 Folgen)
- 1966: Unter Wasser rund um die Welt (Around the world under the sea)
- 1968: Die Tollkühnen (Daring Game)
- 1968: Sturm auf die eiserne Küste (Attack on the Iron Coast)
- 1969: Verschollen im Pazifik (Lost Flight)
- 1969: Happy End für eine Ehe (The Happy Ending)
- 1970: San Francisco Airport (Fernsehserie, 6 Folgen)
- 1975: Abenteuer im Weltraum (Stowaway To the Moon, Fernsehfilm)
- 1975–1976: Joe Forrester (Fernsehserie, 23 Folgen)
- 1977: Roots (Fernseh-Miniserie, 2 Folgen)
- 1978: Kampfstern Galactica (Battlestar Galactica; Fernsehserie, Doppelfolge The Living Legend)
- 1979: Die Weiche steht auf Tod (Disaster on the Coastliner) (Fernsehfilm)
- 1979: Die Bäreninsel in der Hölle der Arktis (Bear Island)
- 1979: Das Geheimnis der eisernen Maske (The 5th Musketeer)
- 1980: Die unglaubliche Reise in einem verrückten Flugzeug (Airplane!)
- 1981: Jenseits von Eden (East of Eden; Fernseh-Miniserie, 2 Folgen)
- 1982: Die Blauen und die Grauen (The Blue and the Gray; Fernseh-Miniserie, 2 Folgen)
- 1982: Die unglaubliche Reise in einem verrückten Raumschiff (Airplane II: The Sequel)
- 1983: Grace Kelly (Fernsehfilm)
- 1984: Karussell der Puppen (Paper Dolls; Fernsehserie, 13 Folgen)
- 1985: Alice im Wunderland (Alice in Wonderland, Fernsehfilm)
- 1986: Crazy Airforce (Weekend Warriors)
- 1986: Fackeln im Sturm (North and South; Fernseh-Miniserie, 5 Folgen)
- 1988: Winter People – Wie ein Blatt im Wind (Winter People)
- 1988: Tucker – Ein Mann und sein Traum (Tucker)
- 1989: Seitensprünge (Cousins)
- 1990: Joe gegen den Vulkan (Joe versus Vulkano)
- 1990: Nachrichtenfieber (Capital News; Fernsehserie, 13 Folgen)
- 1991: Ein Weihnachtstraum (In the Nick of Time)
- 1991: Hot Shots! – Die Mutter aller Filme (Hot Shots!)
- 1992: Mr. Bluesman
- 1992: Liebling, jetzt haben wir ein Riesenbaby (Honey, I Blew Up the Kid)
- 1993: Hot Shots! Der zweite Versuch (Hot Shots! Part Deux)
- 1993–1994: Go West (Harts of the West; Fernsehserie, 7 Folgen)
- 1994: Explosiv – Blown Away (Blown Away)
- 1995: Peter und der Wolf (Peter and the Wolf, Fernsehfilm)
- 1997: Seinfeld (Fernsehserie, 2 Folgen)
- 1998: Mafia! – Eine Nudel macht noch keine Spaghetti! (Jane Austen’s Mafia!)
- 2000: Meeting Daddy (posthum veröffentlicht)